# Serhiivka, Bereznehuvate
Serhiivka (în ucraineană Сергіївка) este localitatea de reședință a comunei Serhiivka din raionul Bereznehuvate, regiunea Mîkolaiiv, Ucraina.

## Demografie
Componența lingvistică a localității Serhiivka
     Ucraineană (95,42%)
     Rusă (3,3%)
     Alte limbi (0,72%)
Conform recensământului din 2001, majoritatea populației localității Serhiivka era vorbitoare de ucraineană (95,42%), existând în minoritate și vorbitori de rusă (3,3%).